# 艾蜜莉亞·華納
艾蜜莉亞·華納（英語：Amelia Warner，1982年6月4日—）英國女演員，歌手和詞曲作家。艾蜜莉亞·華納主要出現在電影和電視，現在是小島唱片藝術家，藝名為「慢動作米莉」。
艾蜜莉亞·華納本名是艾蜜莉亞·凱瑟琳·貝內特，出生在利物浦，是演員安妮特·艾克布洛姆和阿倫·劉易斯唯一的孩子。她父親的叔叔是演員Hywel Bennett。她的父母離異後，華納和她的母親搬到倫敦。華納就讀於皇家共濟會美術學院。她在倫敦大學金匠學院學習藝術史。

## 連結
- Amelia Warner在互联网电影资料库（IMDb）上的資料（英文）